# إحسان المهندس
إحسان المهندس (مواليد 17 أغسطس 1998 في البحرين) هو لاعب كرة قدم بحريني يجيد اللعب في مركز الدفاع. يلعب حاليا لصالح المنامة الذي ينافس في الدوري البحريني الممتاز منذ 2016.

## المسيرة الرياضية

### الأندية
في 1 يوليو 2016 تم تصعيد المهندس إلى الفريق الأول بنادي المنامة. في موسمه الأول 2016-2017 وفي بطولة الدوري الممتاز ساهم في احتلال فريقه المركز الرابع بفارق 3 نقاط عن البطل المالكية. وفي بطولة كأس ملك البحرين ساهم في تتويج فريقه بالبطولة بعدما تغلب في المباراة النهائية على المحرق 2-1 ليحقق المهندس أولى بطولاته مع الأندية. وفي بطولة كأس الاتحاد البحريني فشل فريقه في التأهل إلى الدور النصف النهائي بعدما احتل المركز السادس في المجموعة الثانية بفارق 6 نقاط عن صاحب المركز الثاني البحرين.
في موسمه الثاني 2017-2018 وفي بطولة الدوري الممتاز ساهم في احتلال فريقه المركز الثالث بفارق 16 نقطة عن البطل المحرق. وفي بطولة كأس ملك البحرين ساهم في وصول فريقه إلى الدور الربع النهائي عندما خسر من النجمة 1-2 في مجموع المباراتين. وفي بطولة كأس السوبر البحريني ساهم في تتويج فريقه بعدما تغلب على المالكية بركلات الترجيح ليحقق المهندس ثاني بطولاته مع الأندية. وفي بطولة كأس النخبة البحريني فشل فريقه في التأهل إلى الدور النصف النهائي بعدما احتل المركز الثالث الأخير في المجموعة الثانية بفارق نقطة واحدة عن صاحب المركز الثاني النجمة. وفي بطولة كأس الاتحاد الآسيوي فشل فريقه في التأهل إلى الدور النصف النهائي لغرب آسيا بعدما احتل المركز الرابع الأخير في المجموعة الثانية بفارق 11 نقطة عن المتصدر العهد اللبناني.
في موسمه الثالث 2018-2019 وفي بطولة الدوري الممتاز ساهم في احتلال فريقه المركز الثاني الوصيف بفارق 6 نقاط عن البطل الرفاع. وفي بطولة كأس ملك البحرين ساهم في وصول فريقه إلى الدور الربع النهائي عندما خسر من المحرق بأفضل الأهداف خارج الأرض بعد التعادل 2-2 في مجموع المباراتين. وفي بطولة كأس النخبة البحريني ساهم في وصول فريقه إلى الدور النصف النهائي عندما خسر من الحد 0-2. وفي بطولة كأس الاتحاد البحريني فشل فريقه في التأهل إلى الدور النصف النهائي بعدما احتل المركز الثاني في المجموعة الثالثة بفارق الأهداف عن المتصدر البحرين.
في موسمه الرابع 2019-2020 وفي بطولة الدوري الممتاز ساهم في احتلال فريقه المركز السادس بفارق 4 نقاط عن منطقة الهبوط. وفي بطولة كأس ملك البحرين ساهم في وصول فريقه إلى الدور النصف النهائي عندما خسر من المحرق 1-3 في مجموع المباراتين. وفي بطولة كأس السوبر البحريني خسر فريقه من الرفاع بركلات الترجيح. وفي بطولة كأس الاتحاد البحريني فشل فريقه في التأهل إلى الدور النصف النهائي بعدما احتل المركز الثاني في المجموعة الثانية بفارق 5 نقاط عن المتصدر الرفاع الشرقي.
في موسمه الخامس 2020-2021 وفي بطولة الدوري الممتاز ساهم في احتلال فريقه المركز الثالث بفارق 14 نقطة عن البطل الرفاع. وفي بطولة كأس ملك البحرين ساهم في وصول فريقه إلى الدور الربع النهائي عندما خسر من الحد 0-3. وفي بطولة كأس الاتحاد البحريني فشل فريقه في التأهل إلى الدور النصف النهائي بعدما احتل المركز الثاني في المجموعة الثانية بفارق نقطة واحدة عن المتصدر المحرق.
في موسمه السادس 2021-2022 وفي بطولة الدوري الممتاز ساهم في احتلال فريقه المركز الثاني الوصيف بفارق 3 نقاط عن البطل الرفاع. وفي بطولة كأس ملك البحرين ساهم في وصول فريقه إلى الدور الربع النهائي عندما خسر من الرفاع الشرقي بركلات الترجيح. وفي بطولة كأس الاتحاد البحريني فشل فريقه في التأهل إلى الدور النصف النهائي.
في موسمه السابع 2022-2023 وفي بطولة الدوري الممتاز ساهم في احتلال فريقه المركز الثاني الوصيف بفارق نقطة واحدة عن البطل الخالدية. وفي بطولة كأس ملك البحرين ساهم في وصول فريقه إلى الدور النصف النهائي حينها خسر من الحالة 1-2. وفي بطولة كأس الاتحاد البحريني فشل فريقه في التأهل إلى الدور النصف النهائي بعدما احتل المركز الثاني في المجموعة الثانية بفارق نقطة واحدة عن المتصدر الأهلي. وفي بطولة كأس العرب للأندية الأبطال خرج فريقه من المرحلة الأولى عندما خسر في الدور التمهيدي الأول من الهلال السوداني 2-4 في مجموع المباراتين.

## الإنجازات
- المنامة (2)
  - كأس ملك البحرين (1): 2017/2016
  - كأس السوبر البحريني (1): 2017